# Rishod Sobirov
Pour les articles homonymes, voir Sobirov.
Rishod Sobirov, né le 11 septembre 1986, est un judoka ouzbek évoluant dans la catégorie des moins de 60 kg.

## Biographie
Rishod Sobirov remporte sa première médaille internationale aux Championnats d'Asie de judo 2007 à Koweït City, où il décroche la médaille d'argent. Un an plus tard, il remporte la médaille de bronze aux Jeux olympiques d'été de 2008 à Pékin. Son premier titre international intervient en 2010, l'Ouzbek remportant la médaille d'or aux Championnats du monde de judo à Tokyo.

## Carrière
Les 12 et 14 novembre 2005, il a obtenu la 1ère place lors du Championnat asiatique des jeunes à Taipei, en Chine.
Il a décroché la 2ème place lors du Championnat asiatique qui s'est tenu au Koweït du 12 au 18 mai 2007. Il a remporté la 3ème place lors du tournoi international qui s'est déroulé du 17 au 19 mars 2007 à Almaty, au Kazakhstan.
Il a obtenu la 5ème place lors du Championnat asiatique qui s'est tenu à Jeju, en Corée du Sud, du 23 au 29 avril 2008, et la 3ème place aux Jeux olympiques qui se sont déroulés à Beijing, en Chine, du 12 au 25 août 2008. Lors du championnat du monde par équipes qui s'est tenu du 3 au 6 octobre 2008 à Tokyo, au Japon, il a obtenu la 2ème place et remporté la médaille d'argent lors de la compétition.
Du 20 au 23 mars 2009, il a remporté la 1ère place lors du tournoi international qui s'est tenu à Hambourg, en Allemagne, et la 3ème place lors du Championnat asiatique qui s'est tenu à Taipei, en Chine, du 15 au 25 mai 2009.
Il a remporté la 1ère place lors du tournoi international qui s'est tenu à Suwon, en Corée du Sud, du 16 au 18 janvier 2010, la 2ème place lors du tournoi international qui s'est tenu à Paris, en France, du 4 au 6 février 2010, et la 1ère place lors du tournoi international qui s'est tenu à Gammarth, en Tunisie, du 7 au 11 mai 2010. Il a également obtenu la 2ème place lors du tournoi international qui s'est tenu à Rio de Janeiro, au Brésil, du 11 au 17 mai 2010, et la 1ère place lors du dernier tournoi international qui s'est tenu à Moscou, en Russie, du 1er au 5 juillet 2010.
Du 6 au 12 septembre 2010, il a remporté la médaille d'or lors du Championnat du monde qui s'est tenu à Tokyo, au Japon.
Du 13 au 16 novembre 2010, il a remporté la 1ère place aux 16èmes Jeux asiatiques à Guangzhou, en Chine, et a remporté la médaille d'or lors de la compétition.
Du 5 au 7 février 2011, il a obtenu la 1ère place lors du tournoi international qui s'est tenu à Bakou, en Azerbaïdjan.

## Palmarès
| Année | Compétition                   | Lieu           | Résultat | Catégorie      |
| ----- | ----------------------------- | -------------- | -------- | -------------- |
| 2007  | Championnats d'Asie           | Koweït City    | 2e       | Moins de 60 kg |
| 2008  | Jeux olympiques d'été de 2008 | Pékin          | 3e       | Moins de 60 kg |
| 2010  | Championnats du monde         | Tokyo          | 1er      | Moins de 60 kg |
| 2010  | Tournoi de Tunis              | Tunis          | 1er      | Moins de 60 kg |
| 2011  | Championnats du monde         | Paris          | 1er      | Moins de 60 kg |
| 2012  | Jeux olympiques d'été de 2012 | Londres        | 3e       | Moins de 60 kg |
| 2014  | Championnats du monde         | Tcheliabinsk   | 7e       | Moins de 66 kg |
| 2016  | Jeux olympiques d'été de 2016 | Rio de Janeiro | 3e       | Moins de 60 kg |